# Klenovac (Chorwacja)
Klenovac – wieś w Chorwacji, w żupanii licko-seńskiej, w gminie Perušić. W 2011 roku liczyła 32 mieszkańców.